# Maniak (minisérie)
Maniak (v anglickém originále Maniac) je americký komediální televizní seriál, který je inspirovaný norským stejnojmenným seriálem Hakona Bast Mossigeho a Espena PA Lervaaga. Seriál byl zveřejněn dne 21. září 2018 na Netflixu. Scenáristou seriálu je Patrick Somerville a režisérem Cary Joji Fukunaga. Hlavní role hrají Emma Stoneová a Jonah Hill.

## Obsazení

### Hlavní role
- Emma Stoneová jako Annie Landsberg
- Jonah Hill jako Owen Milgrim
- Sonoya Mizuno jako Dr. Fujita

### Vedlejší role
- Justin Theroux jako Dr. James K. Mantleray
- Julia Garner jako Ellie
- Sally Fieldová jako Dr. Greta Mantleray
- Geoffrey Cantor jako Frank
- Josh Pais jako Andy
- Rome Kanda jako Dr. Muramoto
- Christian DeMarais jako Mike Milgrim
- Aaralyn Anderson jako Belle Mirgrim
- Alexandra Curran jako Holly Milgrim
- Sejal Shah jako technička
- Gabriel Byrne
- Billy Magnussen
- Selenis Leyva
- Aynsleigh Dann
- Jemima Kirke

## Produkce
Dne 18. března 2016 bylo oznámeno, že studio Paramount Television a Anonymous Content budou produkovat televizní seriál režírovaný Carym Fukunagaou. V říjnu 2016 bylo oznámeno, že Patrick Somerville pro seriál bude psát scénář. Na letní konferenci Television Critics Association bylo oznámeno premiérové datum, a to 21. září 2018. Do hlavních rolí byli obsazeni Emma Stoneová a Jonah Hill. V srpnu 2017 bylo oznámeno obsazení Justina Therouxe do vedlejší role. Postupně byli doobsazeni Julia Garner, Jemima Kirke, Sally Fieldová a Billy Magnussen. Natáčení bylo zahájeno dne 15. srpna 2017 v New Yorku a pokračovalo do listopadu 2017. 